# Шешонк VI
Шешонк VI (Usermaatra Meriamun Shesheneq-meriamun) е фараон от либийската Двадесет и трета династия на Древен Египет през Трети преходен период на Древен Египет.

## Произход и управление
Вероятно е син и непосредствен приемник на Педубаст I.
Управлява в част от Горен Египет със столица Тива в продължение на 6 години (ок. 804 – 798 г. пр.н.е). Шешонк VI е победен и изгонен от Тива от принц Осоркон III в последната година от управлението на Шешонк III.
Повечето учени-египтолози преди 1993 г. са приемали Шешонк VI за идентичен с Шешонк IV от 22-ра династия в Долен Египет.